# Ungern i olympiska vinterspelen 1992
Ungern deltog med 24 deltagare vid de olympiska vinterspelen 1992 i Albertville. Ingen av landets deltagare erövrade någon medalj.